# À bicyclette (chanson)
À ne pas confondre avec La Bicyclette, chanson interprétée pour la première fois par Yves Montand en 1968.
Pour les articles homonymes, voir À bicyclette.
À bicyclette est une chanson composée par Étienne Lorin et écrite par René Laquier, interprétée par Bourvil à partir de 1947.
C'est une chanson comique basée sur une équivoque autour du mot « coureur » entre les deux personnages de la chanson, le narrateur parlant de « coureur cycliste », son interlocutrice de « coureur de jupons ».
Cette chanson est souvent confondue avec La Bicyclette (musique de Francis Lai et paroles de Pierre Barouh) interprétée par Yves Montand.